# Prins Eugens Waldemarsudde
Prins Eugens Waldemarsudde (pol. Waldemarsudde księcia Eugeniusza) – państwowa galeria sztuki położona na wyspie Djurgården w Sztokholmie. Mieści się w willi księcia Eugeniusza, która po jego śmierci 1947 roku przeszła, na mocy sporządzonego przez niego testamentu, na własność państwa szwedzkiego. Budynek willi, ukończony w 1905 roku, zaprojektował architekt Ferdynand Boberg; on też był w 1912 roku projektantem Galerii (również we współpracy z księciem), zbudowanej rok później. Książę Eugeniusz, syn przyszłego króla Szwecji Oskara II i królowej Zofii, był jednym z czołowych pejzażystów swojej epoki. Był również znaczącym kolekcjonerem sztuki i centralną postacią w kulturze szwedzkiej. Prins Eugens Waldemarsudde należy do najczęściej odwiedzanych muzeów sztuki w Szwecji.
Budynek główny kompleksu muzealnego (”Slottet”) jest wpisany pod numerem 21300000010118 do rejestru zabytków Bebyggelseregistret prowadzonego przez Riksantikvarieämbetet. 

## Historia

### 1905–1947

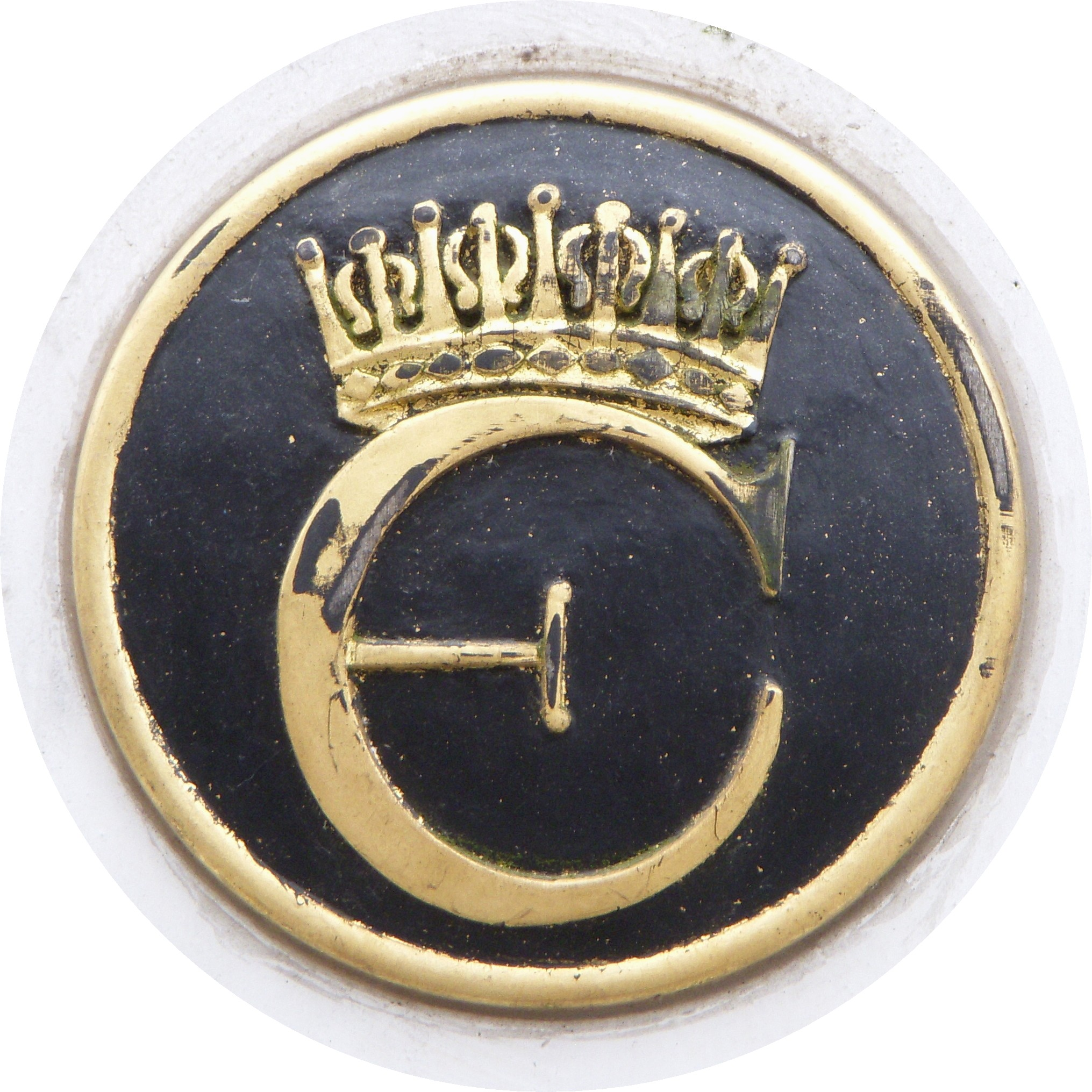
Monogram księcia Eugeniusza

Książę Eugeniusz był z wykształcenia oficerem, ale sławę zdobył jako artysta. Należał do czołowych pejzażystów swojej epoki. Stworzył monumentalne malowidła dla Opery Królewskiej, Królewskiego Teatru Dramatycznego i sądu w Sztokholmie. Był też znaczącym kolekcjonerem sztuki i centralną postacią w życiu kulturalnym Szwecji.
Książę Eugeniusz przybył do Waldemarsudde, niewielkiego półwyspu na Djurgården, jako młody człowiek. Później przyjeżdżał tu, żeby malować. Zimą 1892 i 1893 roku wynajmował na Waldemarsudde mieszkanie szczytowe w Gamla huset. W 1899 roku przejął majątek, a latem przyszłego roku przeniósł się do Gamla huset. Wkrótce postanowił zbudować w Waldemarsudde stały dom. 
Dom ten, nazywany „Slottet” („Zamek”), będący dziś głównym budynkiem kompleksu muzealnego, został zbudowany w latach 1903–1905. Jego projekt powstał  we współpracy księcia z architektem Ferdynandem Bobergiem. Plan budynku stanowi zmodyfikowany wariant klasycznego, sześcioosiowego założenia z salonem otoczonym mniejszymi pokojami, ale z podkreśleniem – na wzór anglosaski – klatki schodowej. Do budynku głównego dobudowano budynek na planie kwadratu, mieszczący kuchnię i pokoje dla służby. W poszczególnych pokojach budynku głównego, utrzymanych w gustawiańskim duchu, znajdują się meble w stylu secesyjnym oraz piece kaflowe zaprojektowane przez Boberga.

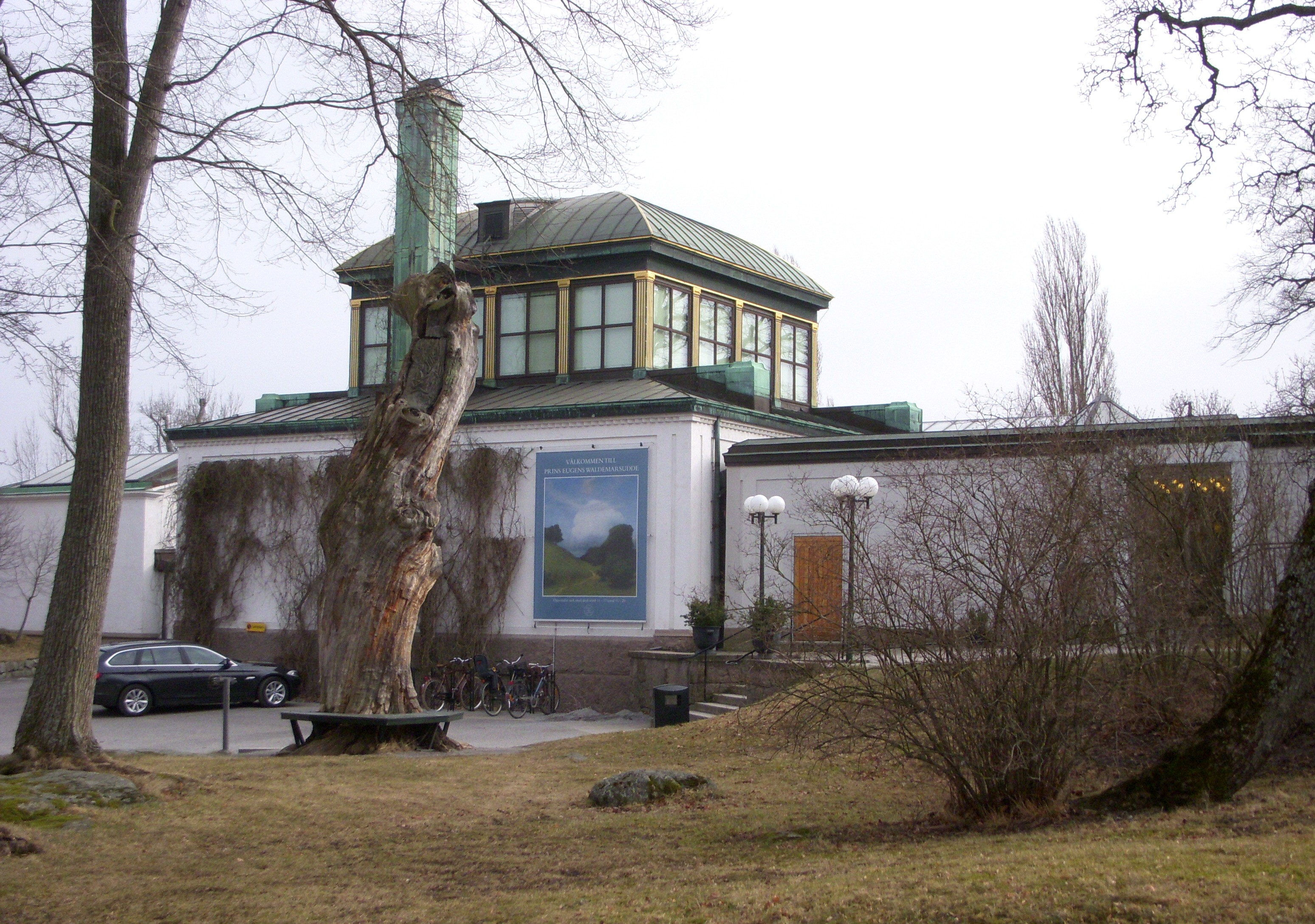
Budynek galerii

Książę Eugeniusz zbudował też osobną galerię, aby pomieścić swoją stale rosnącą kolekcję. Galeria powstała, podobnie jak dom, również we współpracy księcia z Bobergiem. Obaj korzystali z konsultacji profesora Lichtwarka, historyka sztuki i dyrektora Kunsthalle w Hamburgu. Na dachu galerii zbudowano latarnię, aby uzyskać równomierne i dobre oświetlenie wnętrza galerii i móc w ten sposób wykorzystać jej ściany dla ekspozycji dzieł sztuki. Boberg zakończył pracę nad projektem w 1912 roku, a galeria została zbudowana w roku następnym. Składała się z dużej sali wystawowej i dwóch mniejszych pomieszczeń. W 1945 roku według projektów księcia Eugeniusza dobudowano do galerii dwa pomieszczenia od wschodu.
Otoczenie budynków (założenia ogrodowe i kwietniki) to również efekt zainteresowań księcia Eugeniusza.

### Po 1947
W 1947 roku zmarł książę Eugeniusz. Przekazał on testamentem Waldemarsudde ze wszystkimi budynkami, urządzeniami i kolekcją dzieł sztuki na rzecz państwa szwedzkiego. Waldemarsudde przebudowano i przystosowano dla potrzeb zwiedzających. Od strony północnej galerii zbudowano nowe wejście według projektu Nilsa Sternera, a pokoje na drugim piętrze przebudowano na salę wystawową. w 1948 roku Waldemarsudde zostało otwarte jako muzeum. W 1997 roku pomiędzy budynkiem głównym a galerią został zbudowany łącznik.

## Zbiory

### Historia
Kolekcja Waldemarsudde odzwierciedla osobiste gusty księcia Eugeniusza i składa się głównie z dzieł sztuki szwedzkiej, zarówno obrazów, stanowiących główną jej część, jak i rzeźb, odręcznych szkiców, grafiki i sztuki medalierskiej. Książę gromadził swoje zbiory przez sześćdziesięciu lat. Dzieła sztuki często kupował bezpośrednio od artystów, a także na wystawach i aukcjach. Pierwszych zakupów dokonał w Paryżu w 1887 roku (pejzaże Pera Ekströma i Hugo Birgera), a ostatniego w 1947 roku (rzeźba z brązu Młody Linneusz Carla Eldha). Książę Eugeniusz przekazał w testamencie Waldemarsudde, w tym swoją kolekcję sztuki państwu szwedzkiemu. W chwili jego śmierci w 1947 roku na kolekcję tę składało się około 3 200 dzieł samego księcia i około 3 500 prac stworzonych przez blisko 450 innych artystów; była to wówczas jedna z największych prywatnych kolekcji w Szwecji. Po śmierci księcia jego spuścizna kolekcjonerska wzbogaciła się w niewielkim stopniu; doszło to niej dzieł Augusta Strindberga, przekazanych muzeum w darze w 1979 roku oraz kilka obrazów Pedera Severina Krøyera i Vilhelminy Carlson Bredberg, włączonych do kolekcji w latach 70. Ostatnia znacząca darowizna miała miejsce w 2007 roku (kolekcja 34 obrazów szwedzkich artystów, przekazana w darze muzeum przez Svena i Ingę Levy). Z prac księcia dziś najwyżej cenione są trzy: Wiosna (1891), Stary zamek (1893) i Chmura (1896)).

### Artyści
W czasie swych studiów w Paryżu w latach 1887–1889 książę nawiązał kontakty z niektórymi czołowymi artystami swojego pokolenia. Z czasem zbliżył się do grupy, której członkowie w 1886 roku utworzyli stowarzyszenie artystów Konstnärsförbundet. Ich prace stanowią trzon kolekcji księcia. Najwięcej jest w niej dzieł prezesa stowarzyszenia, Karla Nordströma – około 50. Poza nim reprezentowani są Ernst Josephson (około 11 obrazów olejnych i liczne rysunki) oraz Anders Zorn, Richard Bergh, Nils Kreuger, Eugène Jansson, Bruno Liljefors oraz rzeźbiarz Per Hasselberg. W jego kolekcji znalazły się też dzieła artystów częściowo zapomnianych, takich jak Herman Norrman (około 25 prac), a także twórców mniej znanych za życia, a docenionych obecnie, jak Carl Fredrik Hill (2 prace). 
Ponieważ książę był hojnym sponsorem następnej generacji artystów – pierwszych szwedzkich modernistów, znanych jako De Unga – Młodzi (Isaac Grünewald, Leander Engström, Gösta Adrian-Nilsson, Sigrid Hjertén i Einar Jolin), w jego zbiorach znalazły się również ich prace.
W polu zainteresowań księcia Eugeniusza znalazły się kolejne pokolenia artystów, tak zwana Nowa Rzeczowość lat 20., reprezentowana przez takich twórców jak Otte Sköld i Arvid Fougstedt i sztuka lat 30., widoczna w dorobku Erica Hallströma i Svena „X:eta” Erixsona. Książę interesował się również malarstwem kobiecym, choć stanowi ono mniejszą część jego kolekcji (poniżej 10%); są to prace takich artystek jak: Hanna Pauli, Julia Beck, Anna Boberg i Vera Nilsson. 
Dominującym gatunkiem w kolekcji księcia jest pejzaż, a dominującą techniką malarstwo olejne. Poza pejzażami w zbiorach jest również wiele martwych natur i portretów. Te ostatnie to często podobizny bliskich przyjaciół i /lub kolegów-artystów księcia. Portrecistą, którego twórczość jest bogato reprezentowana w kolekcji jest Oscar Björck, bliski przyjaciel księcia, jeden z najbardziej wziętych portrecistów swojej epoki. 
Artyści skandynawscy są reprezentowani w kolekcji poprzez dzieła Norwegów (Edvard Muncha i Henrika Sørensena) oraz Duńczyka Viggo Johansena. Artyści spoza Skandynawii, obecni w zbiorach księcia to między innymi Pablo Picasso, André Derain, Robert Delaunay i André Lhote, którego wpływ widoczny jest w namalowanym przez księcia fresku Miasto nad wodą, znajdującym się w sztokholmskim ratuszu.

#### Obrazy

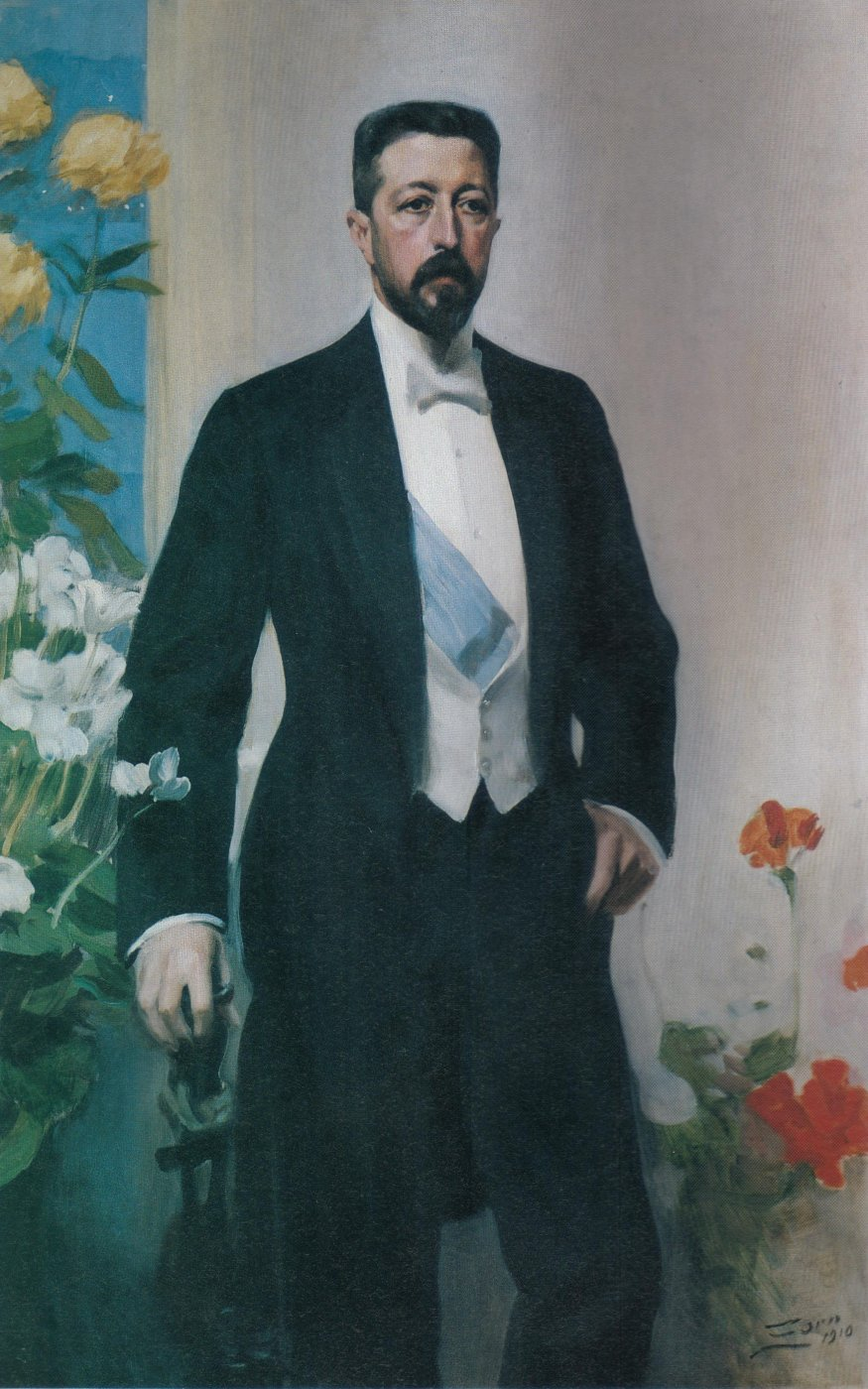
Anders Zorn, Książę Eugeniusz, 1910
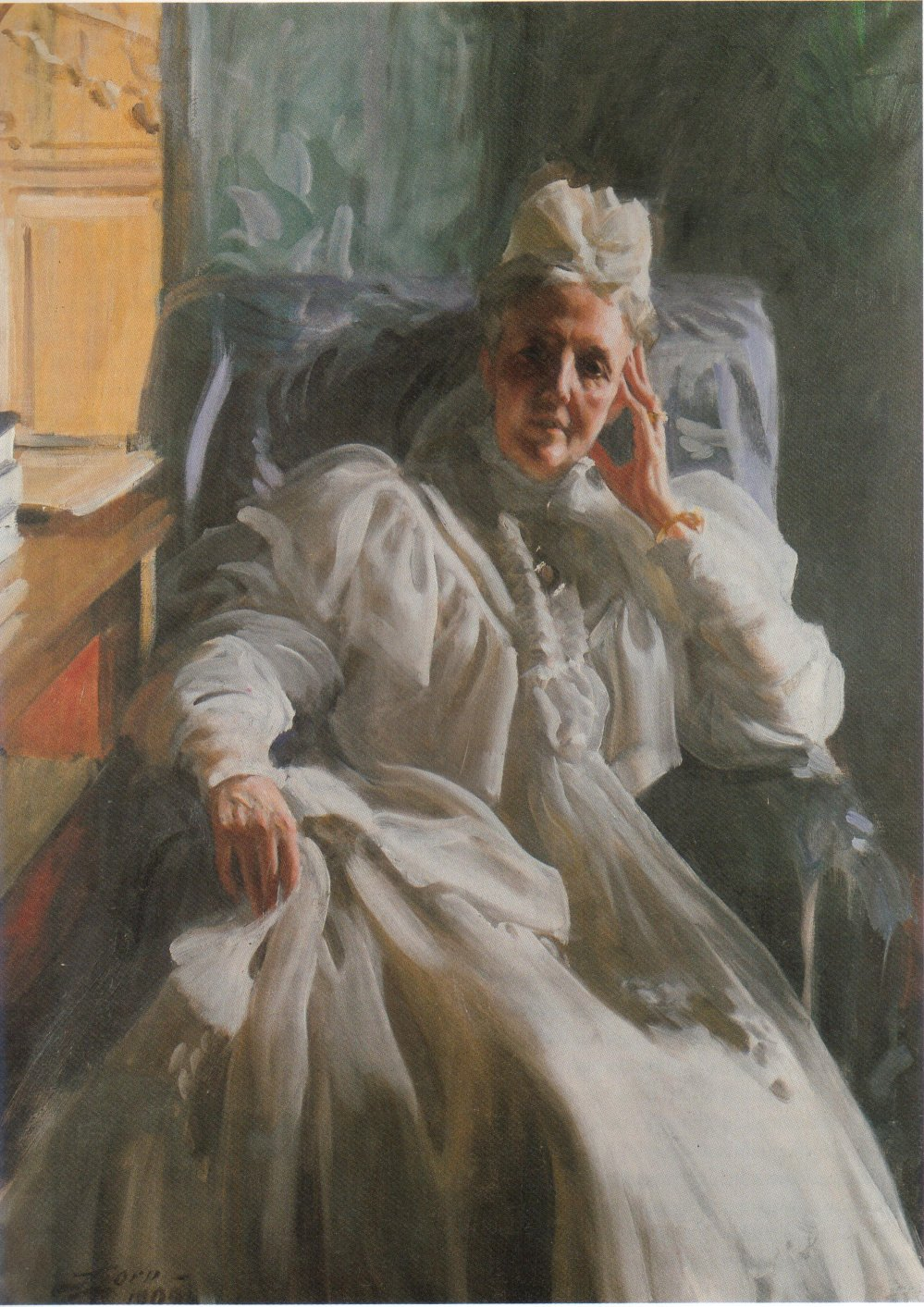
Anders Zorn, Królowa Zofia, 1909
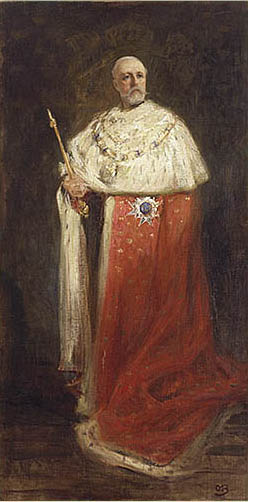
Oscar Björck, Oscar II, 1896
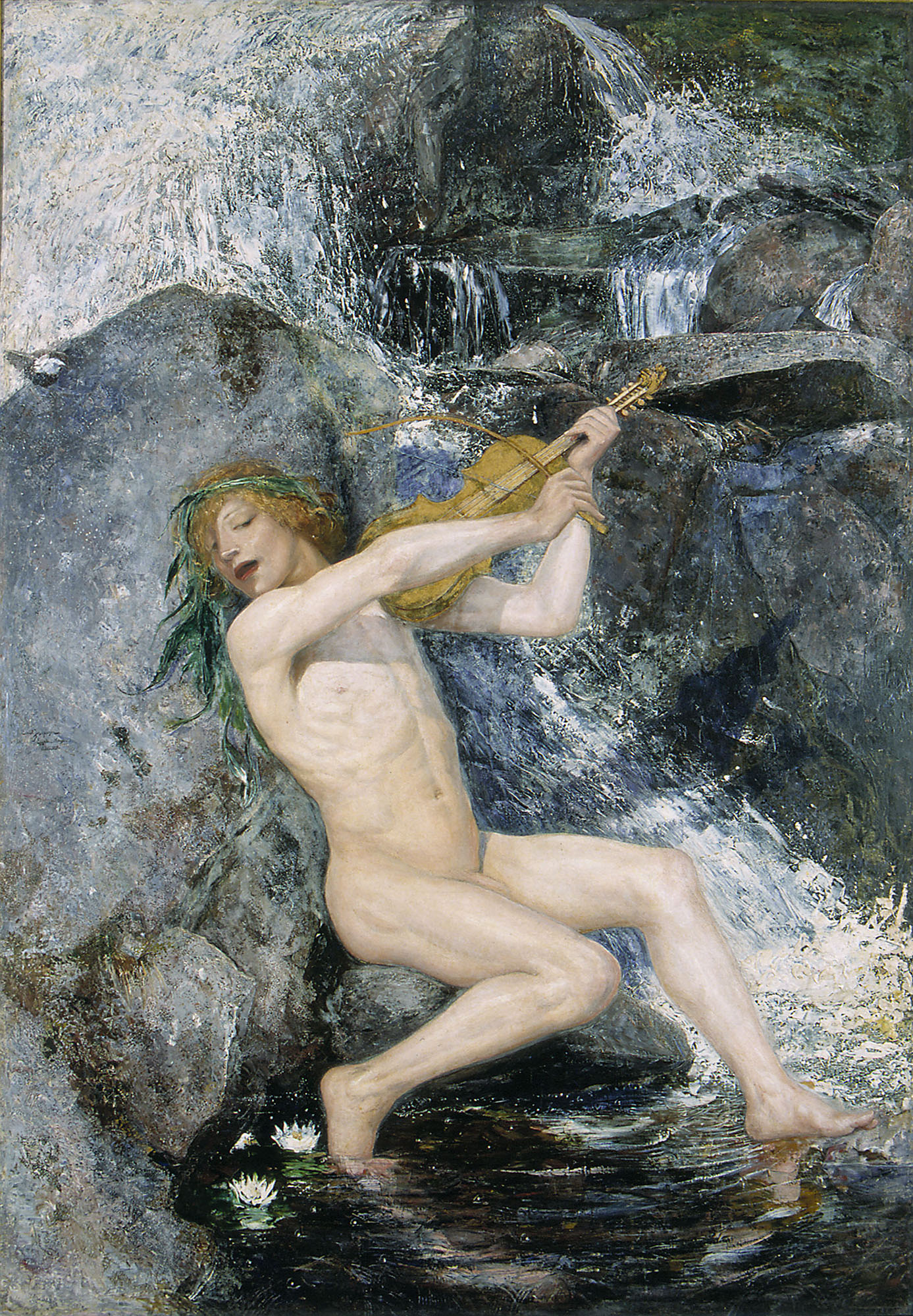
Ernst Josephson, Mężczyzna w strumieniu, 1884
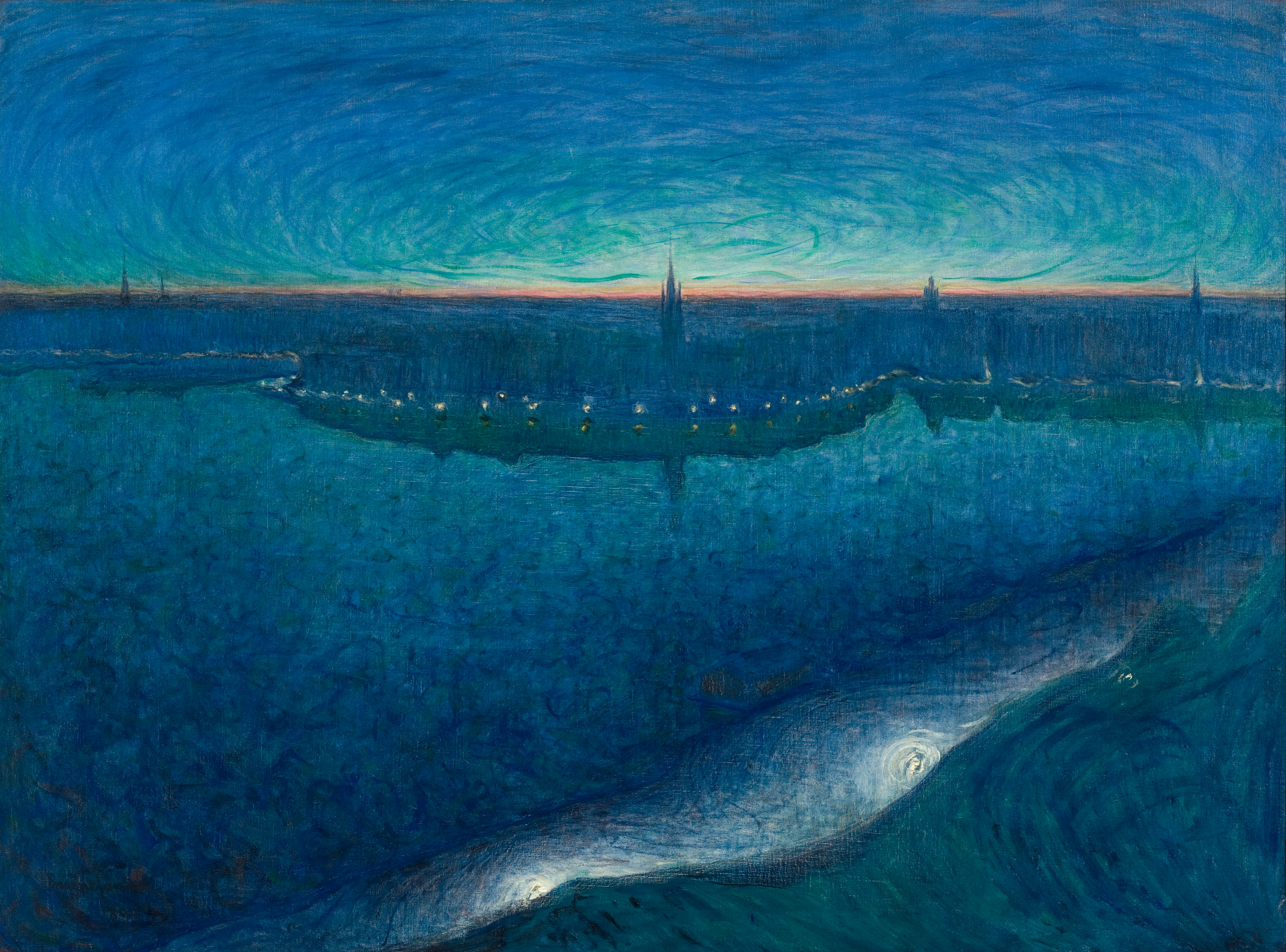
Eugène Jansson, Świt nad Riddarfjärden, 1899

#### Rzeźby w parku
Kolekcja sztuki obejmuje również rzeźby znajdują się w parku Waldemarsudde. Spośród szwedzkich rzeźbiarzy są tu między innymi dzieła Carla Millesa, Carla Eldha, Theodore'a Lundberga i Brora Hjortha. Herkules francuskiego rzeźbiarza Antoine'a Bourdelle'a zdobi taras po północnej stronie muzeum, a Myśliciel jego rodaka Auguste'a Rodina znajduje się na tarasie wejściowym, obok kopii brązu przedstawiającej starożytną Nike z Samotraki. 

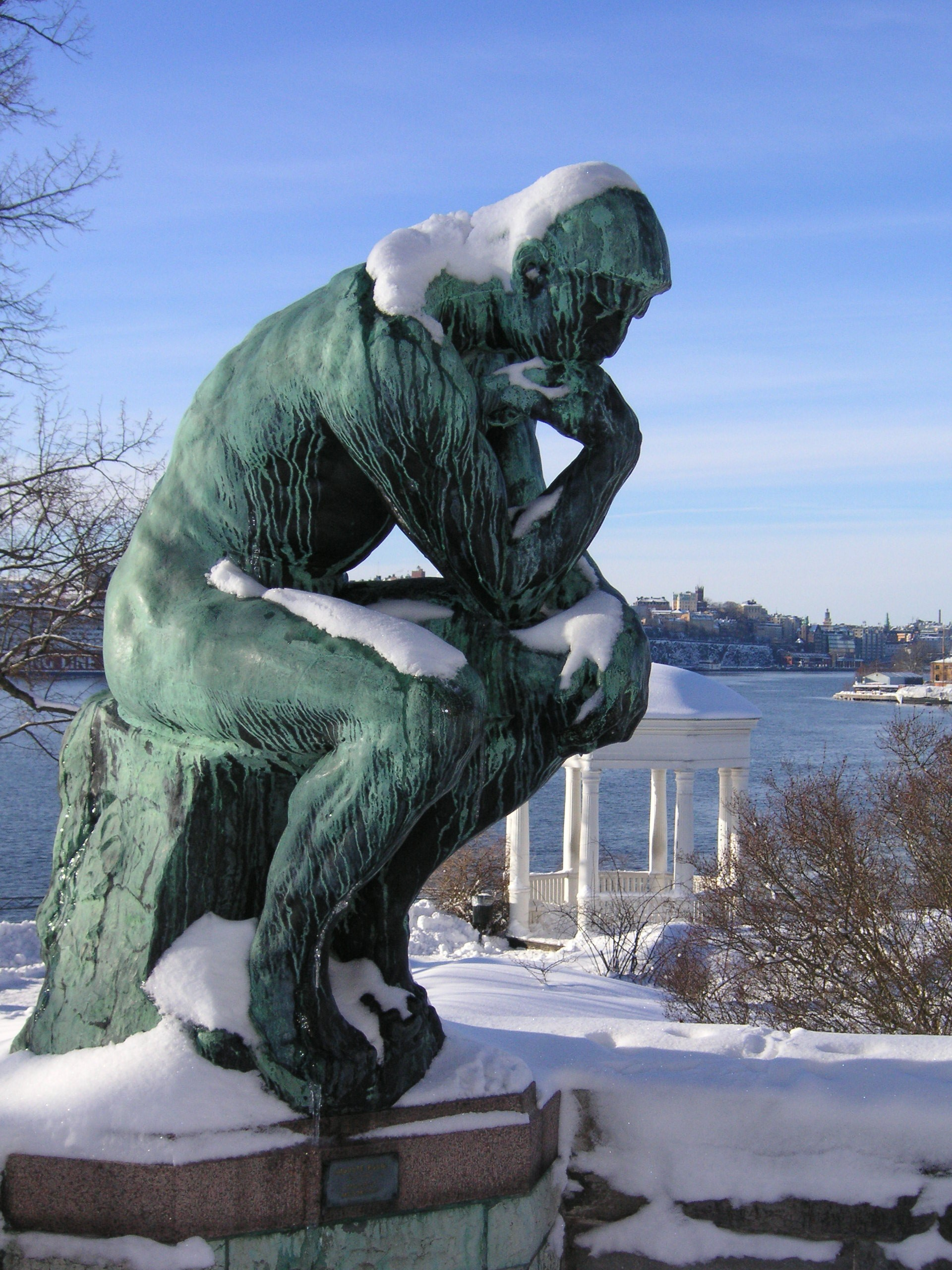
Auguste Rodin, Myśliciel
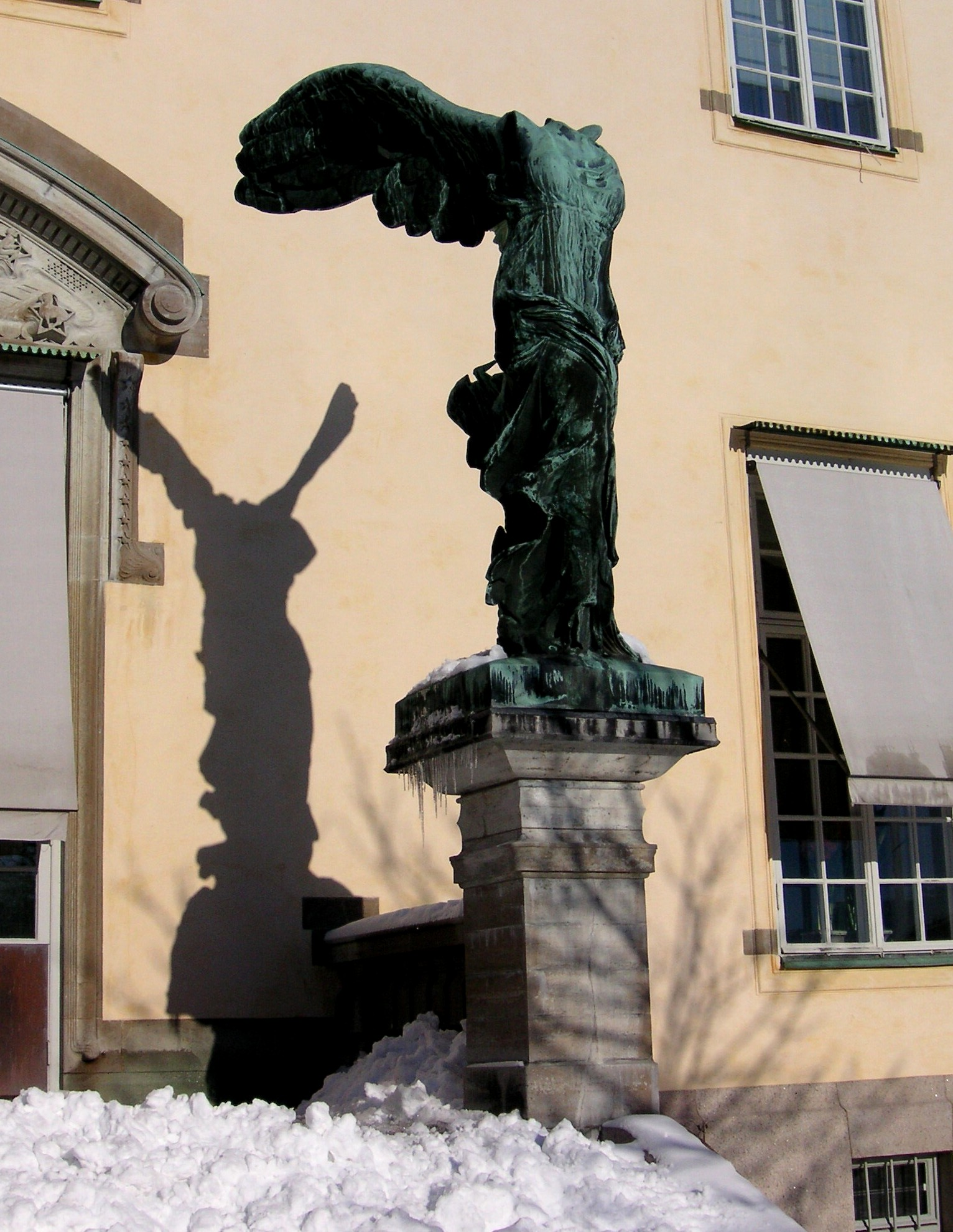
Nike z Samotraki, kopia z brązu
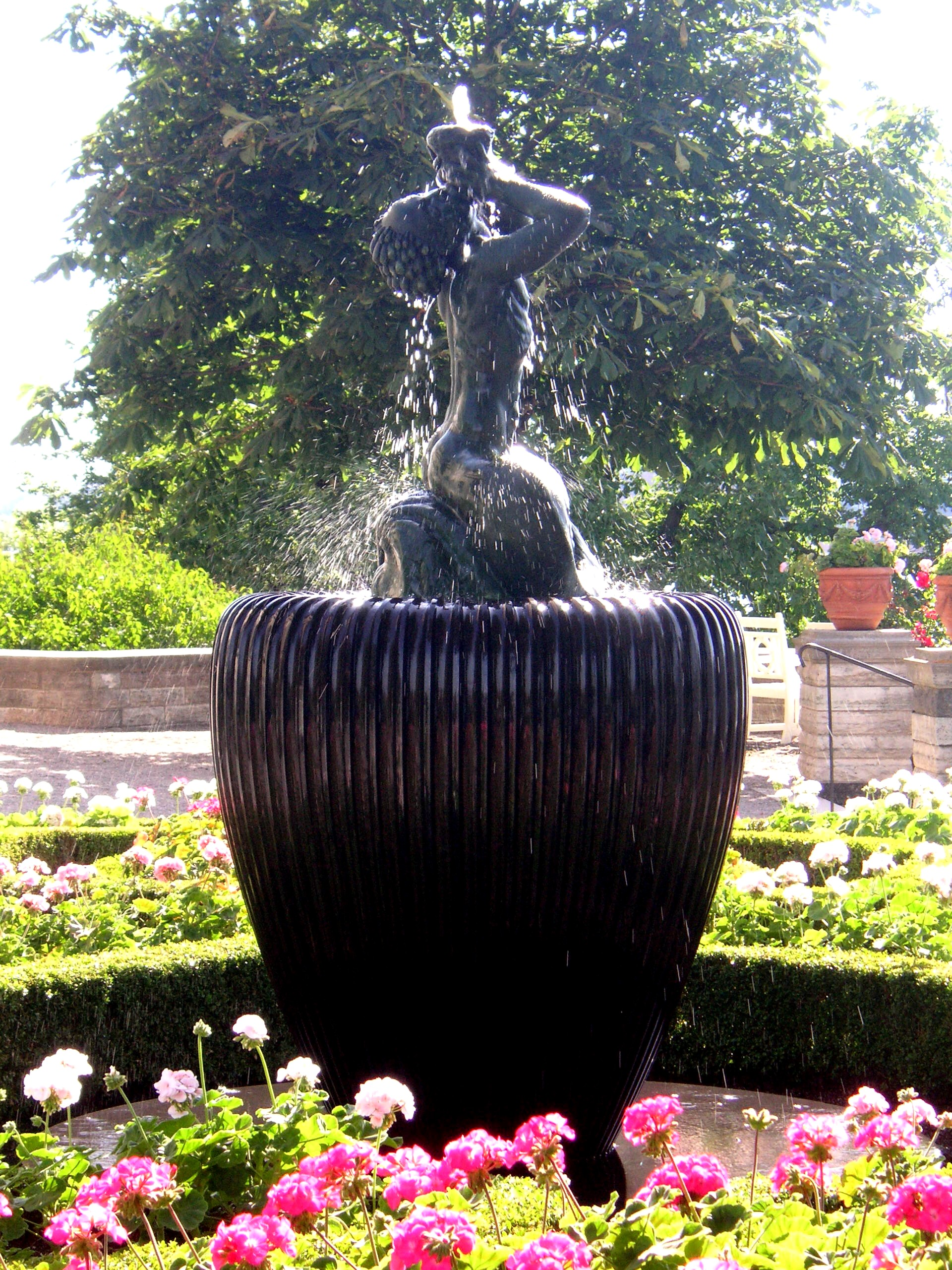
Carl Milles, Mały tryton, 1916
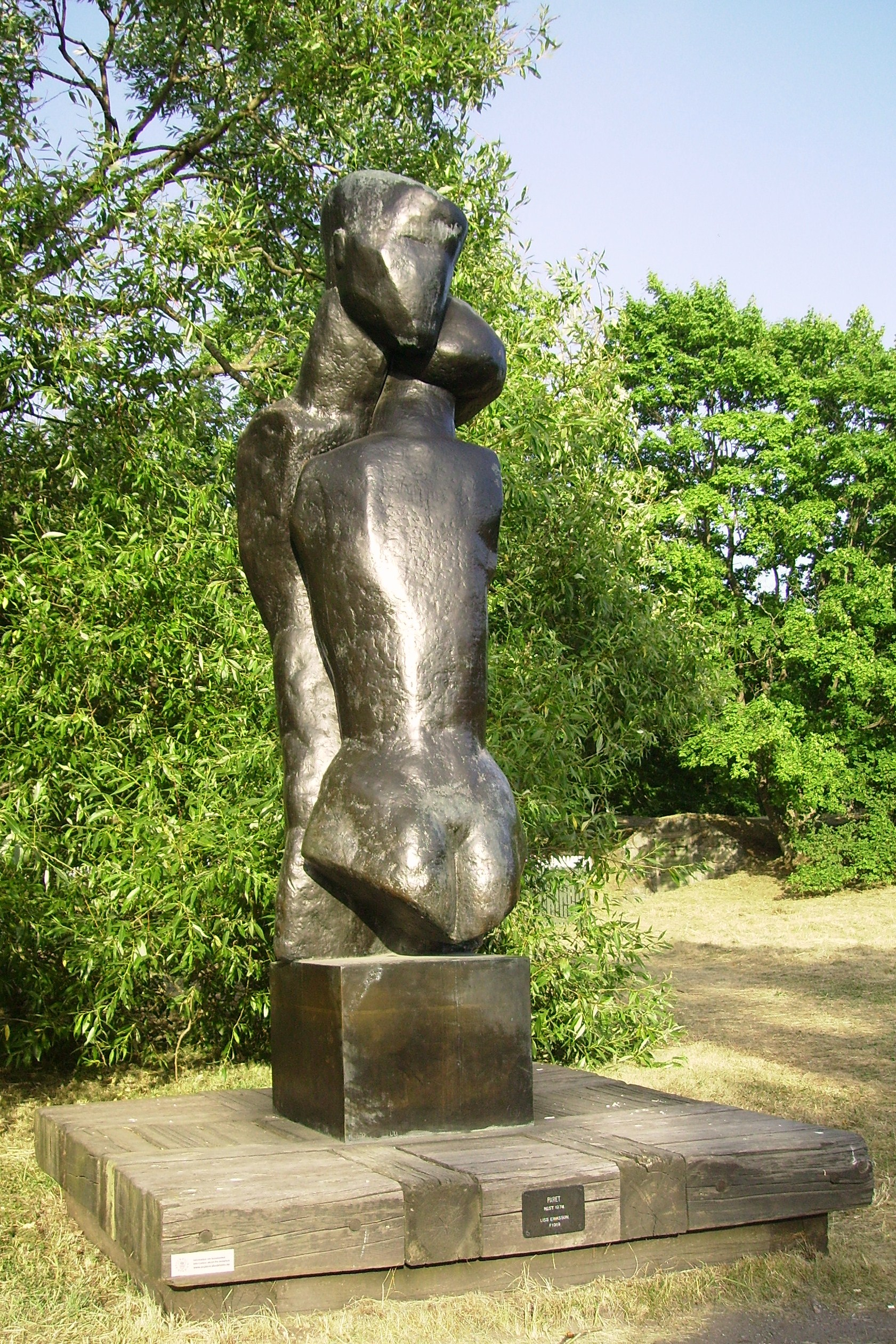
Liss Eriksson, Para, 1974